# Blask
Blask, ofta använd slangbetonad benämning på drycker av dålig kvalitet. Enligt Svenska Akademiens ordbok kommer ordet av verbet "blaska", som är ljudhärmande för plaskande vatten, och står beträffande drycker från början för "blaskiga", det vill säga med vatten utspädda, sådana.
Begreppet läskeblask är vanligt förekommande i den svenskspråkiga serieversionen av Kalle Anka och i TV-serien Simpsons är Blask en konkurrent till det lokala ölmärket Duff.